# Municipio de Fannie
El municipio de Fannie (en inglés: Fannie Township) es un municipio ubicado en el condado de Montgomery en el estado estadounidense de Arkansas. En el año 2010 tenía una población de 243 habitantes y una densidad poblacional de 1,99 personas por km².

## Geografía
El municipio de Fannie se encuentra ubicado en las coordenadas 34°41′6″N 93°26′35″O / 34.68500, -93.44306. Según la Oficina del Censo de los Estados Unidos, el municipio tiene una superficie total de 121.92 km², de la cual 111,91 km² corresponden a tierra firme y (8,21 %) 10,01 km² es agua.

## Demografía
Según el censo de 2010, había 243 personas residiendo en el municipio de Fannie. La densidad de población era de 1,99 hab./km². De los 243 habitantes, el municipio de Fannie estaba compuesto por el 98,35 % blancos, el 1,65 % eran amerindios. Del total de la población el 0 % eran hispanos o latinos de cualquier raza.